# Stacey Cunningham
Stacey Cunningham és una banquera i la 67a presidenta de la Borsa de Nova York (NYSE). És la primera dona presidenta de la NYSE.
Després de treballar com a interina a la NYSE en la dècada del 1990, Cunningham es va convertir en empleat comercial, continuant treballant en l'intercanvi fins a l'any 2005. Va prendre temps per completar un curs de formació culinària, després treballar a la borsa de valors Nasdaq com a directora de mercats de capitals i cap de vendes per als serveis de transaccions dels Estats Units d'Amèrica. El 2012, Cunningham es va unir a la NYSE i es va convertir en el cap d'operacions l'any 2015.
El 22 de maig de 2018, Cunningham va ser nomenat president de la NYSE. Al novembre de 2018, va ser considerada una de les 100 Women BBC.

## Primers anys
Quan era una nena ja mostrava força interès a l'escola per les matemàtiques i la ciència. Més tard va estudiar a la Lehigh University, graduant-se en 1996 amb un grau en enginyeria industrial. Té cinc germans i quan era joveneta el seu pare treballava en una empresa de corretatge.

## Carrera
En 1994, quan encara que era estudiant universitària, Cunningham va completar una pràctica d'estiu a la NYSE. Dos anys més tard, va treballar com a empleat comercial. En aquella època, Cunningham era una de les poques treballadores al sector comercial, en comparació amb més d'un miler d'empleats masculins. Va passar vuit anys treballant com a especialista del Bank of America.
El 2005, sentint-se frustrada per la manca de transició tecnològica al NYSE, va deixar l'intercanvi i va estudiar a l'Institut d'Educació Culinària, i va treballar com a xef en un restaurant.
Del 2007 al 2011, Cunningham va treballar a la borsa Nasdaq, primer com a directora de mercats de capitals i després com a cap de vendes dels serveis de transacció dels EUA.
Cunningham es va reintegrar al NYSE el 2012. Va servir com a directora operativa des del 2015 fins al 2018. El seu treball consistia en l'intercanvi de mercats de renda variable, relació i gestió de productes, i serveis de governança interna.
El 22 de maig de 2018, a l'edat de 43 anys [8], Cunningham va ser nomenada 67è president de la NYSE, en substitució de Thomas Farley. Cunningham és la primera dona presidenta de la NYSE. Encara que Catherine Kinney havia estat copresidenta de l'intercanvi el 2002, era força supervisada pel CEO o pel president de la NYSE. En una entrevista amb periodistes, Cunningham va dir que ha treballat en un entorn tradicionalment dominat pels homes, com ara les borses o l'escola d'enginyeria, però que mai ha tingut cap dubte sobre "si estaria o no on havia d'estar".